# Gran Premio de Malasia de Motociclismo de 1997
El Gran Premio de Malasia de Motociclismo de 1997 fue la primera prueba del Campeonato del Mundo de Motociclismo de 1997. Tuvo lugar en el fin de semana del 11 al 13 de abril de 1997 en el Circuito de Shah Alam, situado en Shah Alam, Selangor, Malasia. La carrera de 500cc fue ganada por Mick Doohan, seguido de Àlex Crivillé y Nobuatsu Aoki. Max Biaggi ganó la prueba de 250cc, por delante de Tetsuya Harada y Olivier Jacque. La carrera de 125cc fue ganada por Valentino Rossi, Kazuto Sakata fue segundo y Noboru Ueda tercero.

## Resultados 500cc
| Pos. | N.º | Piloto                   | Constructor | Vueltas | Tiempo/Retirado | Grilla | Puntos |
| ---- | --- | ------------------------ | ----------- | ------- | --------------- | ------ | ------ |
| 1    | 1   | Mick Doohan              | Honda       | 33      | 47:11.545       | 2      | 25     |
| 2    | 2   | Àlex Crivillé            | Honda       | 33      | +11.796         | 4      | 20     |
| 3    | 18  | Nobuatsu Aoki            | Honda       | 33      | +13.403         | 3      | 16     |
| 4    | 3   | Luca Cadalora            | Yamaha      | 33      | +22.231         | 5      | 13     |
| 5    | 24  | Takuma Aoki              | Honda       | 33      | +22.609         | 6      | 11     |
| 6    | 8   | Carlos Checa             | Honda       | 33      | +34.515         | 8      | 10     |
| 7    | 9   | Alberto Puig             | Honda       | 33      | +34.868         | 9      | 9      |
| 8    | 5   | Norifumi Abe             | Yamaha      | 33      | +34.908         | 10     | 8      |
| 9    | 20  | Sete Gibernau            | Yamaha      | 33      | +43.133         | 14     | 7      |
| 10   | 7   | Tadayuki Okada           | Honda       | 33      | +43.853         | 1      | 6      |
| 11   | 4   | Alex Barros              | Honda       | 33      | +44.178         | 7      | 5      |
| 12   | 55  | Régis Laconi             | Honda       | 33      | +54.819         | 13     | 4      |
| 13   | 11  | Troy Corser              | Yamaha      | 33      | +55.433         | 11     | 3      |
| 14   | 14  | Juan Borja               | ELF 500     | 33      | +56.163         | 16     | 2      |
| 15   | 21  | Jurgen van den Goorbergh | Honda       | 33      | +1:11.991       | 15     | 1      |
| 16   | 17  | Lucio Pedercini          | ROC Yamaha  | 32      | +1 Vuelta       | 20     |        |
| 17   | 25  | Laurent Naveau           | ROC Yamaha  | 32      | +1 Vuelta       | 25     |        |
| Ret  | 22  | Kirk McCarthy            | ROC Yamaha  | 18      |                 | 22     |        |
| Ret  | 39  | Alessandro Gramigni      | Aprilia     | 11      |                 | 18     |        |
| Ret  | 10  | Kenny Roberts Jr         | Modenas KR3 | 11      |                 | 19     |        |
| Ret  | 6   | Daryl Beattie            | Suzuki      | 7       |                 | 12     |        |
| Ret  | 15  | Frédéric Protat          | ROC Yamaha  | 5       |                 | 21     |        |
| Ret  | 16  | Jürgen Fuchs             | ELF 500     | 4       |                 | 23     |        |
| Ret  | 12  | Jean-Michel Bayle        | Modenas KR3 | 2       |                 | 17     |        |
| DNS  | 23  | Anthony Gobert           | Suzuki      |         |                 | 24     |        |

- Pole Position: Tadayuki Okada, 1:23.485
- Vuelta Rápida: Mick Doohan, 1:24.840

## Resultados 250cc
| Pos. | N.º | Piloto               | Constructor | Vueltas | Tiempo/Retirado | Grilla | Puntos |
| ---- | --- | -------------------- | ----------- | ------- | --------------- | ------ | ------ |
| 1    | 1   | Max Biaggi           | Honda       | 31      | 45:29.692       | 1      | 25     |
| 2    | 31  | Tetsuya Harada       | Aprilia     | 31      | +13.870         | 2      | 20     |
| 3    | 19  | Olivier Jacque       | Honda       | 31      | +31.334         | 4      | 16     |
| 4    | 2   | Ralf Waldmann        | Honda       | 31      | +34.599         | 7      | 13     |
| 5    | 7   | Haruchika Aoki       | Honda       | 31      | +34.757         | 10     | 11     |
| 6    | 5   | Tohru Ukawa          | Honda       | 31      | +1:03.598       | 3      | 10     |
| 7    | 26  | Emilio Alzamora      | Honda       | 30      | +1 Vuelta       | 11     | 9      |
| 8    | 8   | Cristiano Migliorati | Honda       | 30      | +1 Vuelta       | 12     | 8      |
| 9    | 11  | Jeremy McWilliams    | Honda       | 30      | +1 Vuelta       | 17     | 7      |
| 10   | 25  | Oliver Petrucciani   | Aprilia     | 30      | +1 Vuelta       | 20     | 6      |
| 11   | 18  | Osamu Miyazaki       | Yamaha      | 30      | +1 Vuelta       | 18     | 5      |
| 12   | 28  | Eustaquio Gavira     | Aprilia     | 30      | +1 Vuelta       | 23     | 4      |
| 13   | 21  | Franco Battaini      | Yamaha      | 30      | +1 Vuelta       | 21     | 3      |
| 14   | 20  | Noriyasu Numata      | Suzuki      | 30      | +1 Vuelta       | 8      | 2      |
| 15   | 10  | Luca Boscoscuro      | Honda       | 30      | +1 Vuelta       | 19     | 1      |
| Ret  | 27  | Sebastián Porto      | Aprilia     | 25      |                 | 13     |        |
| Ret  | 65  | Loris Capirossi      | Aprilia     | 16      |                 | 5      |        |
| Ret  | 14  | Jamie Robinson       | Suzuki      | 14      |                 | 15     |        |
| Ret  | 16  | William Costes       | Honda       | 10      |                 | 22     |        |
| Ret  | 29  | Idalio Gavira        | Aprilia     | 8       |                 | 24     |        |
| Ret  | 6   | Luis d'Antin         | Yamaha      | 8       |                 | 14     |        |
| Ret  | 12  | Takeshi Tsujimura    | TSR-Honda   | 8       |                 | 6      |        |
| Ret  | 15  | Stefano Perugini     | Aprilia     | 3       |                 | 9      |        |
| Ret  | 17  | José Luis Cardoso    | Yamaha      | 3       |                 | 16     |        |
| Ret  | 22  | Kurtis Roberts       | Aprilia     | 0       |                 | 25     |        |

- Pole Position: Max Biaggi, 1:25.380
- Vuelta Rápida: Max Biaggi, 1:26.835

## Resultados 125cc
| Pos. | N.º | Piloto              | Constructor | Vueltas | Tiempo/Retirado | Grilla | Puntos |
| ---- | --- | ------------------- | ----------- | ------- | --------------- | ------ | ------ |
| 1    | 46  | Valentino Rossi     | Aprilia     | 29      | 48:09.930       | 1      | 25     |
| 2    | 8   | Kazuto Sakata       | Aprilia     | 29      | +0.994          | 10     | 20     |
| 3    | 7   | Noboru Ueda         | Honda       | 29      | +32.198         | 6      | 16     |
| 4    | 32  | Mirko Giansanti     | Honda       | 29      | +36.833         | 14     | 13     |
| 5    | 2   | Masaki Tokudome     | Aprilia     | 29      | +37.502         | 2      | 11     |
| 6    | 5   | Jorge Martínez      | Aprilia     | 29      | +45.922         | 4      | 10     |
| 7    | 3   | Tomomi Manako       | Honda       | 29      | +46.358         | 7      | 9      |
| 8    | 62  | Yoshiaki Katoh      | Yamaha      | 29      | +46.906         | 5      | 8      |
| 9    | 19  | Frédéric Petit      | Honda       | 29      | +58.730         | 9      | 7      |
| 10   | 10  | Lucio Cecchinello   | Honda       | 29      | +59.617         | 12     | 6      |
| 11   | 39  | Jaroslav Huleš      | Honda       | 29      | +1:04.866       | 19     | 5      |
| 12   | 20  | Masao Azuma         | Honda       | 29      | +1:17.538       | 17     | 4      |
| 13   | 26  | Ivan Goi            | Aprilia     | 29      | +1:21.966       | 15     | 3      |
| 14   | 12  | Dirk Raudies        | Honda       | 29      | +1:24.784       | 16     | 2      |
| 15   | 25  | Josep Sarda         | Honda       | 29      | +1:31.435       | 21     | 1      |
| 16   | 21  | Gianluigi Scalvini  | Honda       | 29      | +1:40.017       | 20     |        |
| 17   | 15  | Roberto Locatelli   | Honda       | 29      | +1:40.068       | 11     |        |
| 18   | 33  | Manfred Geissler    | Honda       | 28      | +1 Vuelta       | 22     |        |
| 19   | 29  | Ángel Nieto Jr      | Aprilia     | 28      | +1 Vuelta       | 24     |        |
| 20   | 43  | Chao Chee Hou       | Yamaha      | 28      | +1 Vuelta       | 28     |        |
| 21   | 22  | Steve Jenkner       | Aprilia     | 27      | +2 Vueltas      | 26     |        |
| 22   | 24  | Gino Borsoi         | Yamaha      | 27      | +2 Vueltas      | 25     |        |
| Ret  | 42  | Shahrol Yuzy        | Honda       | 18      |                 | 13     |        |
| Ret  | 17  | Enrique Maturana    | Yamaha      | 13      |                 | 23     |        |
| Ret  | 41  | Youichi Ui          | Yamaha      | 12      |                 | 3      |        |
| Ret  | 88  | Peter Öttl          | Aprilia     | 5       |                 | 18     |        |
| Ret  | 72  | Garry McCoy         | Aprilia     | 2       |                 | 8      |        |
| Ret  | 45  | Paholayuth Kalachan | Yamaha      | 0       |                 | 27     |        |
| DNQ  | 44  | Azman Ali           | Honda       |         |                 |        |        |

- Pole Position: Valentino Rossi, 1:30.720
- Vuelta Rápida: Valentino Rossi, 1:37.824